# Machaerium salzmannii
Machaerium salzmannii är en ärtväxtart som beskrevs av George Bentham. Machaerium salzmannii ingår i släktet Machaerium och familjen ärtväxter. Inga underarter finns listade i Catalogue of Life.